# Jellyfish – Vom Meer getragen
Jellyfish – Vom Meer getragen (franz. Originaltitel: Les méduses, hebr. Originaltitel: מדוזות, Meduzot) ist ein israelisch-französisches Filmdrama aus dem Jahr 2007 von Shira Geffen und Etgar Keret. Der Episodenfilm erzählt die Geschichte dreier Frauen, deren Wege sich immer wieder kreuzen.

## Handlung
Amir verlässt seine Freundin Batya, die fortan alleine als Kellnerin und in ihrer heruntergekommenen Wohnung leben muss. Dabei hätte sie es gar nicht nötig, denn sowohl ihr Vater ist wohlhabend als auch ihre Mutter, die eine angesehene prominente High-Society-Lady ist. Beide kümmern sich gerne um andere Menschen, nur leider nicht um ihre eigene Tochter, weswegen Batya niemandem vertraut, außer sich selbst, bis sie eines Tages im Meer ein kleines sprachloses Mädchen findet, das mit einem Schwimmreifen umherläuft. Nachdem die Polizei nichts mit ihr anfangen kann, nimmt sie das Mädchen zu sich und kümmert sich um sie. Allerdings verschwindet sie, nachdem Batya sie kurz anschrie, dass sie sich zu benehmen hätte, plötzlich spurlos. In Sorge versucht sie das Mädchen verzweifelt zu finden und wird irgendwann auf der Straße von einem Auto angefahren. Während sie ohnmächtig ist, wird sie von ihren Eltern besucht und erinnert sich, wie sie einst selbst als Mädchen mit einem Schwimmreifen im Meer spielen gelassen wurde, damit sich ihre Eltern streiten konnten. Letztendlich flieht sie aus dem Krankenhaus, verbringt einen ruhigen Tag mit ihrer ehemaligen Arbeitskollegin am Strand und entdeckt doch noch das kleine Mädchen, das wie wild in ins Meer läuft und sich in die Fluten stürzt. Doch anstatt sie zu retten, lässt das Mädchen sie los, verschwindet und Batya wird glücklich zurück an den Strand gespült.
Auf der Hochzeit von Michael und Keren scheint alles glücklich zu verlaufen. Doch ein Missgeschick folgt dem nächsten. Erst sperrt sich Keren aus Versehen auf der Toilette ein, dann bricht sie sich bei ihrer Flucht den Knöchel und anschließend müssen auch noch die Flitterwochen in die Karibik abgesagt werden, so dass das junge Ehepaar in einem lausigen Hotel in der Nähe des Strandes unterkommen muss. Und dort stört Keren zuerst der Kloakengeruch, dann die fehlende Aussicht und anschließend der Verkehrslärm, sodass Michael immer mehr Zeit außerhalb des Hotelzimmers verbringt und eine schöne Frau kennenlernt, die er für eine Schriftstellerin hält. Da er sich immer besser mit der Schriftstellerin und schlechter mit seiner Frau versteht, schlägt die Schriftstellerin vor, doch die Zimmer zu tauschen, damit Keren nichts mehr zu beklagen hätte. Doch Keren wird eifersüchtig und glaubt, dass die Schriftstellerin mit ihrem Michael schlief, so dass sie erneut meckert und Michael flüchtet. Aber die Schriftstellerin war nicht in der Suite, um ein Buch zu schreiben, sondern um die richtigen Worte für ihren Suizid zu finden. Und sie fand diese Worte erst nach dem Wechsel der Zimmer in einem kleinen Gedicht von Keren, das diese nach einem Streit mit Michael schrieb, so dass Keren und Michael zu spät kommen, um sie vor ihrem Selbstmord abzuhalten.
Joy ist eine philippinische Tagesmutter, die sich hauptsächlich um Babys kümmern will, da sie kein Hebräisch spricht und nur auf Englisch kommunizieren kann. Aber stattdessen wird sie zur Pflege von Rentnern, die die ersten Symptome von Alzheimer haben, eingesetzt. Obwohl sie sich mit keinem unterhalten kann, arbeitet sie gewissenhaft. Nachdem die erste Rentnerin stirbt, wird sie von der Schauspielerin Galia engagiert, damit sie sich um deren Mutter Malka kümmern soll. Doch Malka ist eine resolute alte Dame, die kein Englisch spricht und permanent verlangt, nur auf Hebräisch oder Deutsch zu reden, worauf Joy immer nur mit einem What? antworten kann. Während Malka sie sofort loswerden will, arbeitete Joy weiter, um sich ihren kleinen Traum, ein Spielzeugschiff für ihren Sohn, der noch auf den Philippinen wohnt, zu kaufen. Doch eines Tages ist das Schiff verschwunden, und Joy ist tieftraurig – bis sie entdeckt, dass es Malka war, die sie damit überraschen wollte und Joy in ihre Arme und ihr Herz schließt.

## Kritiken
„Jede der Figuren ist zum größten Teil verloren, düster und verwirrt, aber kreuz und quer durch die Geschichten erscheinen sie dennoch bezaubernd. […] Jede dieser Geschichten folgen einem bitter süßen Zick-Zack-Kurs, wobei die Kreuzungen auf wichtige Themen und subtile Motive weisen. Es ist ein Film über die Kluft zwischen Eltern und Kindern, zwischen Liebenden, zwischen Freunden und sogar zwischen Erwachsenen und denjenigen Kindern, bei denen sie wünschten, sie könnten diese immer noch sein.“

„In mehreren ineinander verschachtelten Geschichten, deren Palette vom sozialkritischen Realismus bis zum Märchen reicht, nähert sich der Film unaufgeregt dem multikulturellen Alltag in Israel. Das stimmungsvolle Mosaik strahlt große stilistische Ruhe aus, wobei die häufigen Perspektivwechsel nie als Brüche erscheinen. Ein berührendes Bild Israels, das durch den Verzicht auf Tagesaktualität dem Land eine neue Textur verleiht.“

„Nach Kurzgeschichten des israelischen Kultautors Etgar Keret (er führte mit Shira Geffen auch Regie) geht es hier um drei Frauenschicksale, bei dem die Protagonistinnen gleich Quallen im Meer durch ihr Leben treiben. Dabei greift die dramaturgische Verwicklung von Komödie und Tragödie nicht immer, wirken einige surrealistisch anmutende Sequenzen wie Fremdkörper. Interessant hingegen sind einige Kuriositäten des Alltags.“

## Hintergrund
Obwohl Shira Geffen als Regisseurin aufgeführt wird, war sie beim Dreh kaum anwesend, da sie hochschwanger war und während des Filmschnitts in der Postproduktion ihr Kind gebar.
Die Darstellerin der Joy, die keine Schauspielerin, sondern auch im realen Leben eine Pflegekraft für Alzheimerpatienten ist, wurde in einem Theater der philippinischen Gemeinde entdeckt. Sie selbst konnte sich nicht als Fiktive ernst nehmen, weswegen sie zwar alle Szenen meistern konnte, aber immer wieder daran scheiterte, sich selbst Joy zu nennen, wodurch eine Szene bis zu zwölf Mal wiederholt werden musste.
Während die Regisseure Keret und Geffen bereits liiert waren, beging Kerets Ex-Freundin Suizid. Diese Geschichte, sowie das Thema der zweiten Generation, dass alle Kinder die Probleme ihrer Eltern in sich tragen, wurden im Drehbuch verarbeitet.

## Auszeichnungen
- zwei Auszeichnungen bei den Internationalen Filmfestspielen von Cannes 2007 (Caméra d’Or und für das Beste Drehbuch)
- zehn Nominierungen beim israelischen Filmpreis Ophir Award (Bester Film, Beste Regie, Bestes Drehbuch, Beste Hauptdarstellerin, Bester Nebendarsteller, Beste Nebendarstellerin, Bester Schnitt, Bester Ton, Bestes Kostümdesign, Bestes Szenenbild)

## Veröffentlichung
Der Film hatte seine Weltpremiere während der Internationalen Filmfestspiele von Cannes am 22. Mai 2007. Nachdem er in Israel ab dem 28. Juni 2007 und in Frankreich ab dem 5. September 2007 in den Kinos lief, war die deutsche Kinoveröffentlichung am 13. März 2008. In den Vereinigten Staaten konnte der Film nach seinem Kinostart am 4. April 2008 etwa 340.000 US-Dollar einspielen. Seit dem 18. September 2008 ist der Film, ohne deutsche Synchronisation, als deutsche Kauf-DVD erhältlich.